# Alexander Achten
Alexander Achten (Bielefeld, 1978. január 4. – , ) olimpiai bronzérmes német vívó. Részt vett a 2000. évi nyári olimpiai játékokon és a 2002-es vívó-világbajnokságon. 2005 óta az argentin nemzeti vívóválgatott tagja.